# Bărăganul
Baraganul là một xã thuộc hạt Brăila, România. Dân số thời điểm năm 2002 là 3614 người.